# 2055
Năm 2055 (số La Mã: MMLV). Trong lịch Gregory, nó sẽ là năm thứ 2055 của Công nguyên hay của Anno Domini; năm thứ 55 của thiên niên kỷ 3 và của thế kỷ 21; và năm thứ sáu của thập niên 2050.